# Гарленд (Мен)
Гарленд (англ. Garland) — місто (англ. town) в США, в окрузі Пенобскот штату Мен. Населення — 1026 осіб (2020).

## Демографія
Згідно з переписом 2010 року, у місті мешкало 1105 осіб у 442 домогосподарствах у складі 319 родин. Було 552 помешкання
Расовий склад населення:
| - 97,9 % — білих - 0,4 % — чорних або афроамериканців - 0,2 % — корінних американців |

До двох чи більше рас належало 1,5 %. Частка іспаномовних становила 0,5 % від усіх жителів.
За віковим діапазоном населення розподілялося таким чином: 22,2 % — особи молодші 18 років, 63,9 % — особи у віці 18—64 років, 13,9 % — особи у віці 65 років та старші. Медіана віку мешканця становила 44,6 року. На 100 осіб жіночої статі у місті припадало 107,7 чоловіків;  на 100 жінок у віці від 18 років та старших — 105,3 чоловіків також старших 18 років.
Середній дохід на одне домашнє господарство  становив 56 837 доларів США (медіана — 43 750), а середній дохід на одну сім'ю — 63 657 доларів (медіана — 53 594). Медіана доходів становила 37 857 доларів для чоловіків та 35 380 доларів для жінок. За межею бідності перебувало 19,1 % осіб, у тому числі 26,4 % дітей у віці до 18 років та 10,6 % осіб у віці 65 років та старших.
Цивільне працевлаштоване населення становило 473 особи. Основні галузі зайнятості: освіта, охорона здоров'я та соціальна допомога — 21,1 %, роздрібна торгівля — 13,7 %, виробництво — 12,7 %.